# Fritz Leweke
Fritz Leweke (eigentlich Friedrich; * 28. Januar 1901 in Halle/Saale; † 29. Januar 2001) war ein deutscher Kirchenmaler, Restaurator und Gestalter von Orgelprospekten.

## Leben und Werk
Lewekes Vater war selbständiger Malermeister in Halle. Bei ihm erlernte Leweke diesen Beruf. Danach besuchte er in München die Staatliche Kunstgewerbeschule und studierte ab 1922 Malerei an der Akademie der Bildenden Künste, u. a. bei Julius Diez und Max Doerner. 1928 erwarb er ein kleines Haus in Halle-Kröllwitz und richtete dort eine Restaurierungswerkstatt ein. In den 1930er Jahren führte er mit Karl Völker, mit dem er seit der Jugend befreundet war, im Auftrag der Denkmalpflege, insbesondere des Provinzialkonservators Hermann Giesau, Restaurierungsarbeiten an Gebäuden und Bildern aus.
Leweke unternahm Studienreisen u. a. nach Spanien und Marokko. Er nahm als Soldat der Wehrmacht am Zweiten Weltkrieg teil und war u. a. in der Sowjetunion im Einsatz. Nach der Entlassung aus der Kriegsgefangenschaft ging er wieder nach Halle.
In der Sowjetischen Besatzungszone bzw. der DDR war Leweke der wohl bedeutendste Restaurator seiner Generation. Er beeinflusste wesentlich die Wiederherstellung vieler zerstörter oder vernachlässigter Bauwerke zwischen Harz und Elbe und war als Gutachter und bei der restauratorischen Arbeit maßgeblich daran beteiligt. 1966 gehörte er zu den Gründern der Fachgruppe Restauratoren im Verband Bildender Künstler der DDR. Als besondere restauratorische Leistung gilt die von ihm geleitete Instandsetzung der großformatigen Deckengemälde im Marmorsaal und im Spiegelsaal des Neuen Palais in Potsdam-Sanssouci. Für die Nationalgalerie Berlin restaurierte er 1978/1979 ein Bild Adolph Menzels.
Leweke war „Zeitzeuge eines Jahrhunderts Restaurierungsgeschichte“.
Seit den 50er Jahren entwarf Leweke zudem in einem unverkennbaren, modernen, stark gegliederten und einfach gestalteten Stil für rund 50 Orgeln den Prospekt, seit 1958 für Orgelbau A. Schuster & Sohn sowie für Alexander Schuke Potsdam Orgelbau. Diese Arbeiten bezeichnete Leweke selbst als „Freizeitbeschäftigung“.
Er schuf als Maler und Zeichner auch einige freie profane Arbeiten.
Leweke war seit 1929 mit der Malerin und Grafikerin Gisela Leweke-Weyde (1894–1984) verheiratet. Ihre Töchter waren Beatrix (* 1930) und die spätere Textilkünstlerin Christine Leweke (* 1933).

## Ehrungen
- 1980: Vaterländischer Verdienstorden in Silber
- 1985: Hans-Grundig-Medaille

## Werke (unvollständig)

### Bauten, an denen Leweke Gestaltungs- oder Restaurierungsarbeiten leitete und ausführte
- Dingelstädt am Huy: Kloster Huysburg (ab 1930; Klosterkirche; Leiter der Restaurierungsarbeiten einer zehnköpfigen Gruppe)
- Drübeck: Kloster Drübeck (Leitung der Ausmalung der Klosterkirche)
- Erfurt: Reglerkirche (ab 1960; Leitung der Ausmalung)
- Erfurt: Predigerkirche (ab 1960; Leitung der Ausmalung)
- Großthiemig: Dorfkirche Großthiemig (1934; Leitung der Restaurierung des Kirchenschiffs)
- Halberstadt: Dom zu Halberstadt (Leitung der Ausmalung)
- Halle/Saale: Propsteikirche St. Franziskus und St. Elisabeth (Halle) (1964; Ausmalung des Gewölbes)[5]
- Halle/Saale: Dorfkirche St. Nikolaus (1930/1931; Bemalung der Kanzel)
- Hötensleben: Kirche St. Bartholomäus (1939, Restaurierung des Innenraums 1939)
- Jerichow: Stiftskirche St. Marien und St. Nikolaus des Klosters Jerichow (ab 1955, Restaurierung des Innenraums)
- Langensalza: Marktkirche St. Bonifacii (bis 1958)
- Magdeburg: Magdeburger Dom (Leitung der Ausmalung)
- Merseburg: Merseburger Dom (Leitung der Ausmalung)
- Molsdorf: Schloss Molsdorf (1950er Jahre; Leitung der Ausmalung)
- Quedlinburg: Stiftskirche St. Servatius (Leitung der Restaurierung)
- Reinhardsbrunn: Schloss Reinhardsbrunn (1964/1965; Restaurierung der Tagungsräume des damaligen Hotels)
- Schneidingen: Sankt-Sixti-Kirche (1937–1939; umfassende Restaurierung; mit Völker)
- Stendal: St. Nikolaus (Leitung der Ausmalung)
- Teutschenthal: Kirche St. Laurentius (1937; Deckenbilder)
- Treffurt: Stadtkirche St. Bonifatius (1930–1932)
- Zeitz: Schloss Moritzburg (1940; Fürstensaal; mit Völker)
- Ziesar: Burg Ziesar, Kapelle St. Peter und Paul (1951/1952; Restaurierung der Wandmalereien)

### Von Leweke entworfene Orgelprospekte
- Berlin-Prenzlauer Berg: Schuster-Orgel der Kirche des St. Josefsheims (1968)
- Bitterfeld: Schuster-Orgel von St. Antonius (1968)
- Brandenburg an der Havel: Schuke-Orgel der Kirche St. Gotthardt (bis 1986)
- Doberaner Münster: Schuke-Orgel (1980)
- Görlitz: Schuster-Orgel der Frauenkirche (1977)
- Halberstadt: Schuster-Orgel der Liebfrauenkirche (1958)
- Halle/Saale: Schuster-Orgel von St. Franziskus und St. Elisabeth (1975)[6]
- Jena: Schuke-Orgel der Stadtkirche St. Michael (Jena) (1963)
- Leipzig: Schuke-Orgel der Thomaskirche (1966)
- Magdeburger Dom: Schuke-Orgel im Querhaus (1970)
- Magdeburg: Schuster-Orgel der Kathedrale St. Sebastian (1959)
- Mühlhausen: Schuke-Orgel der Divi Blasii-Kirche (1958)
- Nordhausen: Schuster-Orgel der Kirche St. Blasii (1991)
- Rostock: Klosterkirche zum Heiligen Kreuz (1964)
- Salzwedel: Katharinenkirche (Salzwedel) (1978)
- Schmalkalden: Schuster-Orgel der Stadtkirche St. Georg (1961)
- Torgau: Schuster-Orgel der Marienkirche (1984)

### Weitere sakrale Kunstwerke
- Altar und Altarkreuz (1942, Halle/Saale, Petruskirche)[7]
- Marienstatue (1947, Lindenholz; Halle, Kirche St. Norbert)

### Gemälde und Zeichenkunst
- Stadtbild Wittenbergs zur Lutherzeit (Wittenberg, Refektorium des Lutherhauses)
- Bäume im Frühling (vor 1946; Aquarell)[8]
- Orientalische Szene (Pastell, 37 × 51 cm)[9]

## Ausstellungen (mutmaßlich unvollständig)

### Einzelausstellungen
- 1994: Halle/Saale, Schleiermacherhaus

### Ausstellungsbeteiligungen
- 1946: Halle/Saale, Städtisches Museum in der Moritzburg (Kunstausstellung der Provinz Sachsen)[10]
- postum 2013: Halle/Saale, Galerie f2-halle für kunst (Benefiz-Ausstellung des Kunstvereins Talstraße)